# Турбине
ФК «Турбине» (нем. 1. FFC Turbine) — женский профессиональный футбольный клуб из города Потсдам (Бранденбург), Германия. С сезона 2025/26 выступает во Второй Бундеслиге, домашние матчи проводит на стадионе Карла Либкнехта. Команда основана 3 марта 1971 года, как часть мужского футбольного клуба «Турбине». С 1 апреля 1999 года существует как независимая команда.
Российские футболистки Кулистан Боташева, Ирина Григорьева и Татьяна Егорова выступали за «Турбине» (с января по май в 1994–1996 гг.). Чемпионат в Германии проходил по системе «осень-весна», а в другие месяцы девушки выступали за самарский клуб «ЦСК ВВС». «Турбине» на тот момент выступала в Региональной лиге, и девушки были приглашены в единственную сильную команду бывшего ГДР для того, чтобы пробиться в Бундеслигу.

## Достижения
- Кубок УЕФА/Лига чемпионов УЕФА:
  -  Победитель (2): 2004/05, 2009/10
  -  Финалист (2): 2005/06, 2010/11
- Чемпионат Германии:
  -  Победитель (6): 2003/04, 2005/06, 2008/09, 2009/10, 2010/11, 2011/12
  -  Вице-чемпион (3): 2000/01, 2001/02, 2002/03
- Чемпионат ГДР:
  -  Победитель (6): 1981, 1982, 1983, 1985, 1986, 1989
  -  Вице-чемпион (2): 1984, 1988
- Кубок Германии:
  -  Победитель (3): 2003/04, 2004/05, 2005/06
  -  Финалист (5): 2008/09, 2010/11, 2012/13, 2014/15, 2021/22